# Bataille d'Isandhlwana
Guerre anglo-zouloue
Batailles
- Inyezane
- Isandhlwana
- Rorke's Drift
- Eshowe
- Ntombe
- Hlobane
- Kambula
- Gingindlovu
- Ulundi

La bataille d'Isandhlwana a été livrée le 22 janvier 1879 en Afrique du Sud, pendant la guerre anglo-zouloue, et s'est soldée par l'une des plus grandes défaites coloniales britanniques.
L'Isandhlwana (également nommée Isandlwana ou Isandula) est une colline isolée dans la province du KwaZulu-Natal. Isandhlwana veut dire « la colline qui ressemble à un bœuf ».
Une armée de plus de 20 000 Zoulous, commandée par Ntshingwayo Khoza et Mavumengwana kaNdlela Ntuli, balaie six compagnies du 24e régiment d'infanterie britannique, un contingent de volontaires du Natal et des auxiliaires Basotho, soit 1 700 hommes environ, sous les ordres du colonel Durnford et du lieutenant-colonel Pulleine (en).

## Origine du conflit

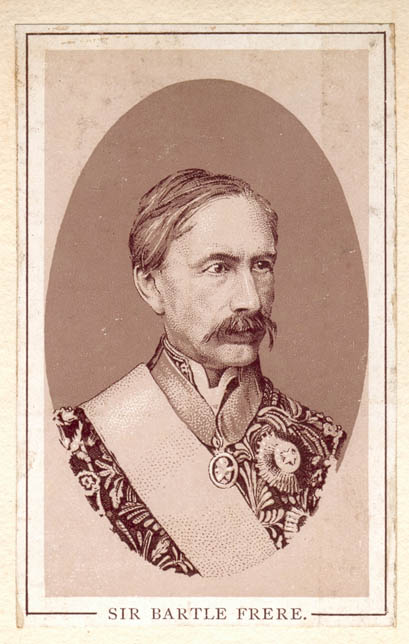
Henry Bartle Frere.

La guerre anglo-zouloue de 1879 trouve son origine dans la politique agressive de Sir Henry Bartle Frere, High Commissioner (haut commissaire) des possessions britanniques en Afrique du Sud. Administrateur colonial de grande expérience, il est envoyé au Cap en 1877 afin de réaliser la réunion des colonies britanniques, des républiques boers et des royaumes africains dans une Confédération unique dirigée par le gouvernement du Royaume-Uni, très intéressé par la région depuis la découverte de diamants à Kimberley en 1868. Rapidement, Bartle Frere conclut que le royaume zoulou est un obstacle à la mission qui lui est assignée et il est persuadé que le roi Cetshwayo kaMpande appuie la vague de mécontentement des populations africaines qui secoue alors l'Afrique du Sud. En dépit des avis contraires de son gouvernement, déjà engagé dans une guerre difficile en Afghanistan et très inquiet par la tournure prise par la crise qui oppose à la même période la Russie et l'Empire ottoman dans les Balkans, et qui par conséquent prône la modération et la négociation avec les Zoulous pour ne pas multiplier les conflits, Bartle Frere estime que l'épreuve de force est inéluctable et que les troupes dont il dispose sont suffisantes pour y faire face avec succès. A l'affut d'une occasion pour précipiter les événements, il profite d'un incident frontalier qui survient en juillet 1878 : deux femmes indigènes fuyant le pays zoulou, sont rattrapées en territoire britannique et exécutées par leurs poursuivants devant les soldats anglais. Il envoie le 11 décembre un ultimatum à Cetshwayo kaMpande, par lequel il exige outre la livraison des coupables (qui ont déjà été jugés selon les lois zouloues) et le paiement d'une importante rançon en têtes de bétail, le démantèlement et le désarmement partiel de l'armée zouloue, la rectification des frontières ainsi que la désignation d'un résident britannique en pays zoulou, avec voix au grand conseil de la nation zouloue. Cela signifierait de facto la perte pour le pays zoulou de son indépendance et son assujettissement à un statut d'État-vassal. Bartle Frere donne trente jours à Cetshwayo pour accepter ses exigences étant précisé qu'un refus serait un casus belli. Cetshwayo ne répond pas.

## Armée zouloue et sa tactique

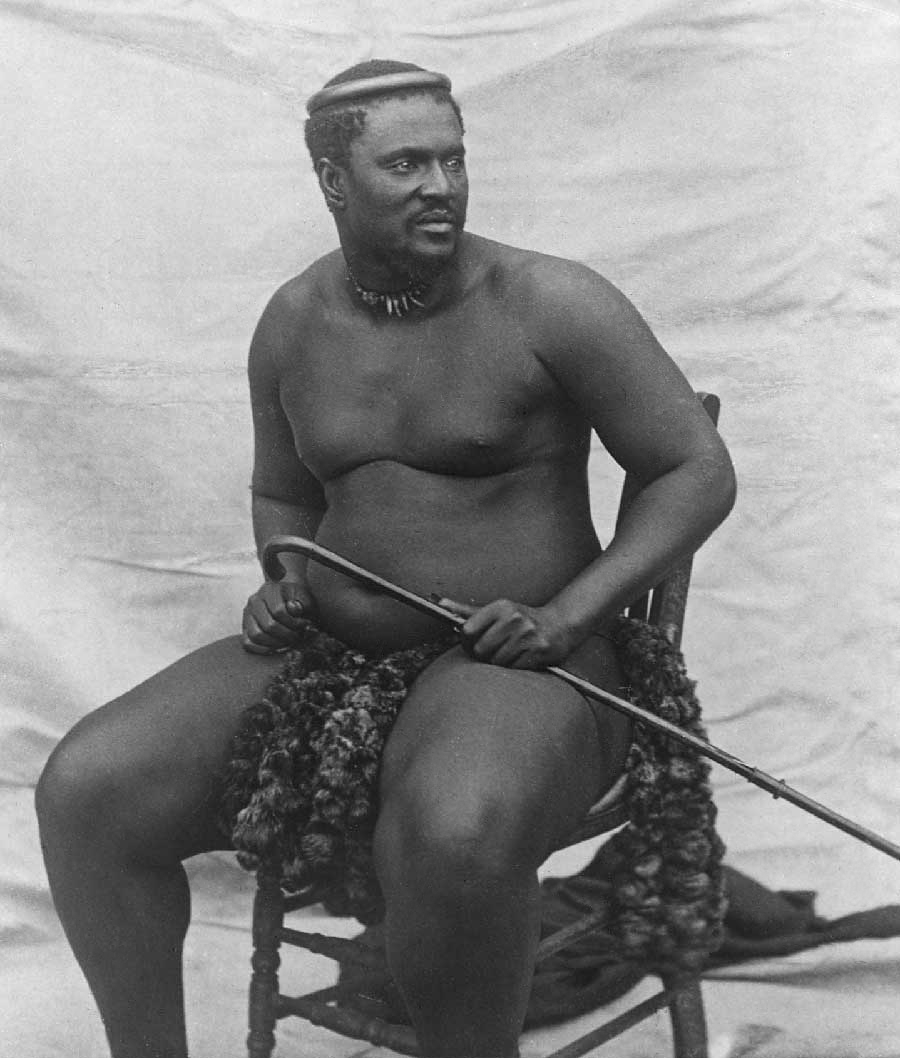
Cetshwayo kaMpande en 1875.

Créée par Chaka au début du XIXe siècle, l'armée ou impi zouloue est la plus puissante machine de guerre à laquelle se sont confrontés les Britanniques en Afrique australe. En 1879, à l'ouverture des hostilités, le roi Cetshwayo dispose d'une armée de 55 000 hommes, enrôlés par tranche d'âge dans 33 régiments ou amabutho (singulier, ibutho). Toutefois, seuls 40 000 hommes sont immédiatement opérationnels. Les guerriers sont principalement armés de l'iklwa (une sagaie à manche court et large lame) et d'un grand bouclier en cuir, et sont parfaitement préparés au combat à l'arme blanche et au corps à corps. Devant la menace britannique croissante, Cetshwayo avait commencé à acheter des armes à feu et l'armée zouloue possède plus de 5 000 mousquets et fusils. cependant il s'agit d'armes de piètre qualité, et leurs utilisateurs sont mal entrainés ; parmi eux, nombreux sont ceux qui tiennent leurs fusils à bout de bras pour tirer, afin d'éviter de subir le recul désagréable de l'arme, ce qui réduit fortement leur précision.

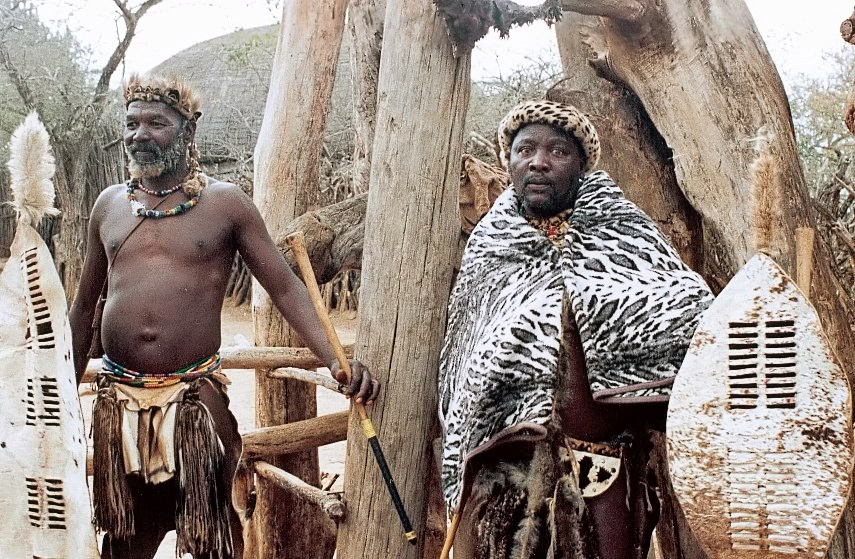
Zoulous du Natal en habit traditionnel.

Schéma de la tactique zouloue avec enveloppement de l'adversaire par les ailes.

La tactique de combat de l'armée zouloue a été portée à son apogée par Chaka, et lui a permis d'imposer son hégémonie dans la région. Aux qualités traditionnelles de courage et de mobilité des armées africaines, il a ajouté l'organisation et l'entrainement, transformant un ost indiscipliné en unité de combat particulièrement redoutable, reposant sur un système régimentaire. Pendant la bataille, l'armée zouloue se présente en arc de cercle face à son adversaire. Au centre (la poitrine), se tiennent les régiments aguerris, sur les ailes (ou cornes, comme les nomment les Zoulous) sont placés les régiments de jeunes guerriers. Ceux-ci ont pour mission de mettre à profit leur vitesse et leur agilité pour déborder l'ennemi en l'attaquant sur les flancs tout en essayant de l'encercler alors que les guerriers de la poitrine l'engagent de face. Derrière la poitrine, et tournant le dos à la bataille afin de garder leur calme, des régiments de vétérans (les reins) se tiennent en réserve, n'intervenant que pour faire basculer l'affrontement vers la victoire. Chaque homme connaît sa place, les gestes et les manœuvres ayant été répétés indéfiniment, comme dans les armées occidentales, jusqu'à devenir des automatismes.
L'armée zouloue est loin d'être invincible, les Boers l'ont ainsi sévèrement étrillée à la bataille de Blood River en 1838, mais elle n'est certainement pas à négliger ou à sous-estimer. Les Britanniques qui comptent sur leur puissance de feu pour gagner rapidement le conflit vont en faire l'amère expérience.

## Plan de campagne britannique et la stratégie zouloue

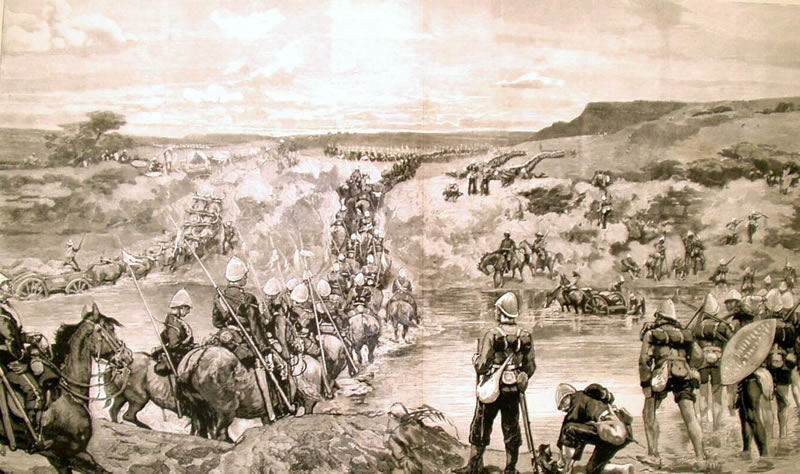
L'armée britannique pénètre au Zoulouland.

Le 9 janvier à minuit, l'ultimatum britannique expire ; à l'aube du 11 janvier, les premières unités de l'armée d'invasion, qui compte environ 13 000 hommes (5 000 réguliers, 2 000 volontaires à cheval, 6 000 auxiliaires indigènes), pénètrent en territoire zoulou. Cette armée est placée sous le commandement du général Frederic Thesiger second baron de Chelmsford dont la stratégie est simple : attaquer Ulundi, la capitale zouloue (appelée « Kraal Royal ») pour tenter à la fois de capturer Cetshwayo et d'anéantir son impi.
Pour mener à bien ces objectifs, Chelmsford décide de lancer son offensive sur trois fronts et divise en conséquence son armée en plusieurs colonnes. À l'aile droite, une première colonne, confiée au colonel Pearson, doit franchir la Tugela, établir un camp provisoire, puis lancer des reconnaissances sur la route d'Ulundi. Au centre, la colonne principale qui campe à Rorke's Drift, et commandée par Chelmsford lui-même et le colonel Glyn, doit se diriger directement sur Ulundi et accrocher le gros des forces zouloues. À gauche, une troisième colonne (colonel Wood) doit traverser la Blood River (ou Ncome), affluent de la Tulega, et refermer la tenaille. Chacune de ces colonnes est assez forte pour être en mesure de défaire l'armée zouloue sans avoir besoin du soutien des deux autres.
Enfin, Chelmsford qui ne méconnait pas le risque d'une attaque zouloue en territoire britannique, confie une quatrième colonne au colonel Durnford avec pour mission de rester en réserve au Natal et d'assurer la surveillance active de la frontière pour prévenir toute éventualité. Une cinquième colonne, commandée par le colonel H. Rowlands, s'installe à Luneburg au Transvaal, annexé par le Royaume-Uni depuis 1877, afin là aussi de prévenir toute offensive zouloue mais aussi de surveiller les éventuels opposants locaux à la domination britannique.
Cetshwayo de son côté ne veut pas la guerre, trop conscient de la supériorité militaire de ses adversaires. Cependant l'invasion de son territoire rendant celle-ci inéluctable, il ordonne à ses guerriers d'aller au-devant de l'ennemi mais leur interdit de pénétrer au Natal. Il entend en effet mener une guerre essentiellement défensive afin de prouver son absence d'intention agressive.

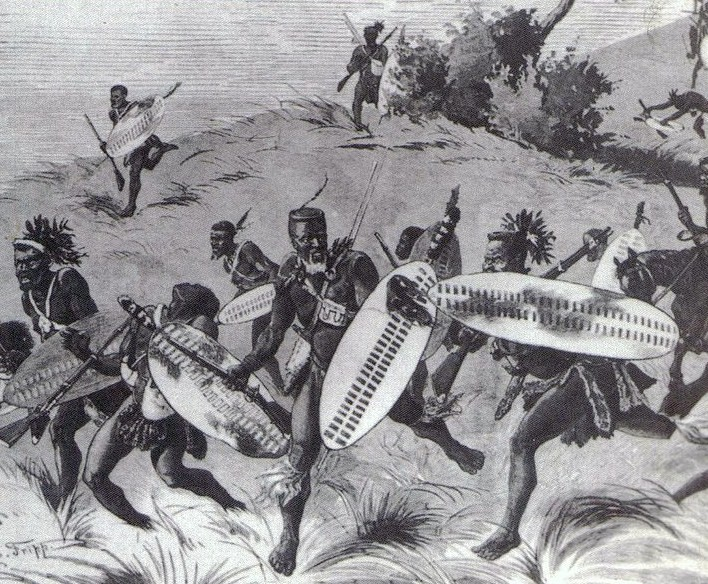
Guerriers zoulous, 1879 (Charles Edwin Fripp).

L'effort principal de son armée, dont il donne le commandement au chef Ntshingwayo kaMahole Khoza, porte sur la colonne du centre, considérée à juste titre comme la plus puissante et la plus dangereuse, tandis que la marche des deux autres colonnes doit être ralentie par des attaques de harcèlement menées par les guerriers résidant dans les régions qu'elles traversent.

## Prémices

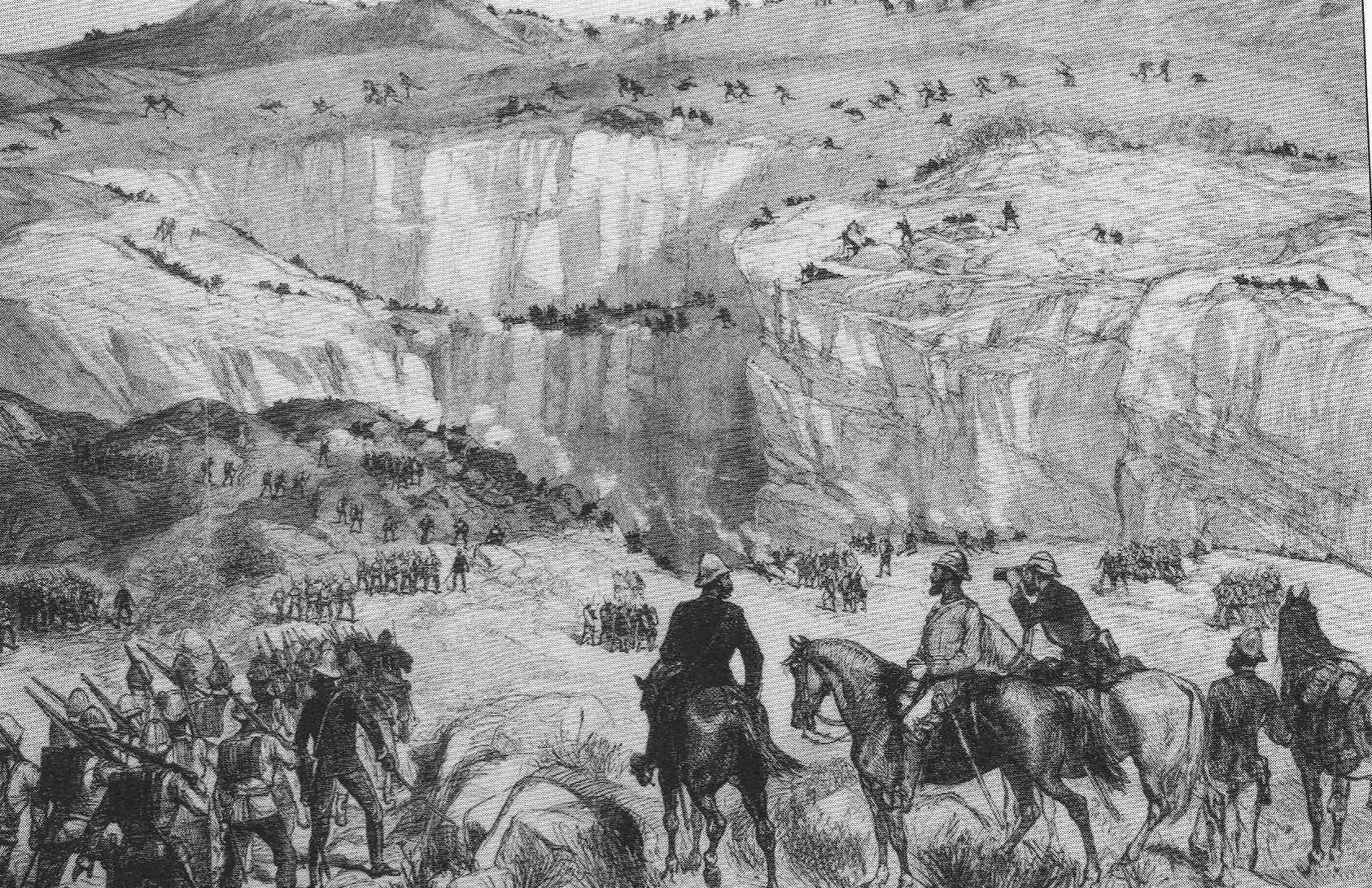
L'escarmouche de la vallée de la Batshe, prise du kraal de Sihayo (12 janvier 1879).

Dès le 12 janvier, la première escarmouche est livrée. La route empruntée par la colonne centrale suit la vallée de la Batshe, fief de Sihayo kaXongo, l'un des vassaux de Cetshwayo et dont les hommes sont à l'origine des incidents de frontière justificatifs de l'ultimatum du 11 décembre. Le village de Sihayo est situé le long des pentes de collines abruptes, en forme de fer-à-cheval, et constitue une excellente position défensive. Sihayo est absent et son domaine est défendu par Mkhumbikazulu, l'un de ses fils, et entre 200 et 300 guerriers. L'attaque britannique est menée par les cavaliers du Natal Native Contingent. Accueillis par une fusillade, ils sont repoussés ; Chelmsford fait intervenir l'infanterie dont l'assaut, auquel se joignent les cavaliers, est irrésistible. Mkhumbikazulu est tué et ses guerriers dispersés. Une centaine de Zoulous sont tués ou blessés lors des affrontements alors que le Natal Native Contingent perd deux hommes et compte une douzaine de blessés dont deux officiers.
Le combat conforte les Britanniques dans leur conviction que la victoire sera aisée. Les Zoulous ont combattu bravement mais ils n'ont pas tenu devant la puissance de feu et le professionnalisme de leurs adversaires et cela malgré l'avantage du terrain dont ils disposaient.

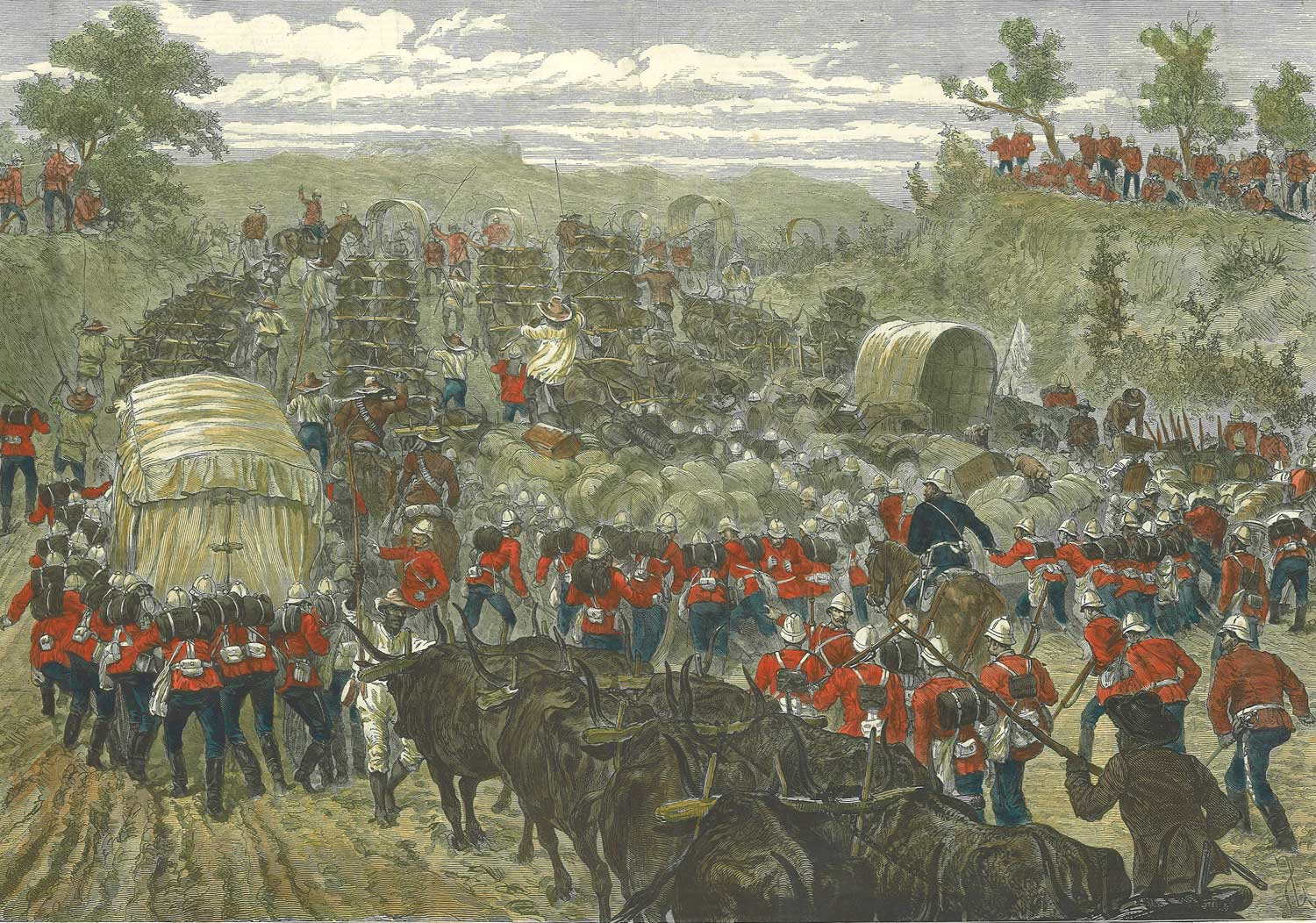
L'armée britannique en déplacement en territoire zoulou. L'illustration montre les difficultés de la progression compte tenu des moyens logistiques et de la nature du terrain.

Pour des raisons logistiques, l'avance de la colonne est suspendue jusqu'au 20 janvier et elle retourne à Rorke's Drift. En effet, les pluies de décembre ont détrempé le sol et la route s'avère impraticable pour les lourds chariots et le train d'artillerie. De surcroît, les hommes du génie doivent préparer des passages guéables pour permettre aux troupes de franchir la Batshe ou la Manzymnyama. Le 20 au matin, Chelmsford donne l'ordre du départ et l'armée arrive dans l'après-midi au pied d'Isandhlwana où elle fait halte et établit un camp. Celui-ci est dressé sur une pente douce, face à la direction d'Ulundi, devant la montagne, sur un site découvert qui offre une excellente visibilité. C'est un vaste champ de tentes dépourvu de la moindre fortification. Aucune tranchée n'est creusée, le sol trop rocailleux ne le permet pas. Les chariots sont réunis dans un col à proximité plutôt que d'être installés, à la mode des laager boers, en cercle autour du bivouac pour en assurer la sécurité.
Le 22 janvier, des éclaireurs repèrent des forces zouloues dans les collines du Nkandhla, à l'est du camp. Très tôt dans la matinée, Chelmsford part avec trois mille hommes à leur rencontre et confie le commandement du camp au lieutenant-colonel Pulleine. Avant son départ, il envoie un message au colonel Durnford pour lui demander de rallier Isandhlwana au plus tôt, avec sa colonne. Les ordres qu'il donne à ce dernier sont vagues et il semble qu'il ait surtout désiré restreindre son autonomie en intégrant ses troupes dans la colonne principale car quelques jours plus tôt, Durnford avait entrepris de son propre chef une reconnaissance en terrain ennemi, sans l'aval de Chelmsford.
Peu après le départ de Chelmsford, plusieurs centaines de Zoulous apparaissent à proximité du camp. Ils se contentent d'observer et se retirent tandis que Pulleine met ses hommes en alerte. Durnford arrive vers 10 heures du matin à Isandhlwana. Il s'attendait à trouver sur place des ordres plus explicites mais son attente est déçue. Cependant, plus ancien et plus gradé que Pulleine, il se trouve de facto commandant du camp. Considérant que les Zoulous aperçus peuvent constituer une menace tant pour le camp que pour les arrières de la colonne de Chelmsford, il décide d'aller avec ses hommes en reconnaissance. S'il prend acte du refus de Pulleine de renforcer ses effectifs avec des troupes de la garnison, il lui signifie clairement qu'il escompte son soutien en cas d'accrochage sérieux avec l'adversaire. À 11 h 30, Durnford commence sa reconnaissance. Il a envoyé les lieutenants Raw et Roberts avec deux escadrons du Natal Native Horse explorer le sommet d'une crête susceptible d'être utilisée par les Zoulous car elle est proche du camp et le domine, tandis qu'avec le reste de ses hommes, il progresse dans la plaine en longeant les parois de la crête. Pulleine fait suivre les cavaliers de Raw et Roberts par une compagnie du 24e régiment d'infanterie, commandée par le capitaine Cavaye, afin de sécuriser ces hauteurs. Arrivés au sommet, Raw et Roberts débouchent sur un plateau herbeux où ils constatent la présence de groupes épars de guerriers ennemis et de jeunes garçons qui surveillent des petits troupeaux de bœufs et qui se retirent précipitamment dès qu'ils les voient. Poursuivis, les vachers conduisent leurs bêtes en lisière du plateau dont ils dévalent les pentes. Les cavaliers s'arrêtent net : au pied du plateau, tranquillement assise, une armée de plus de 20 000 guerriers est là.

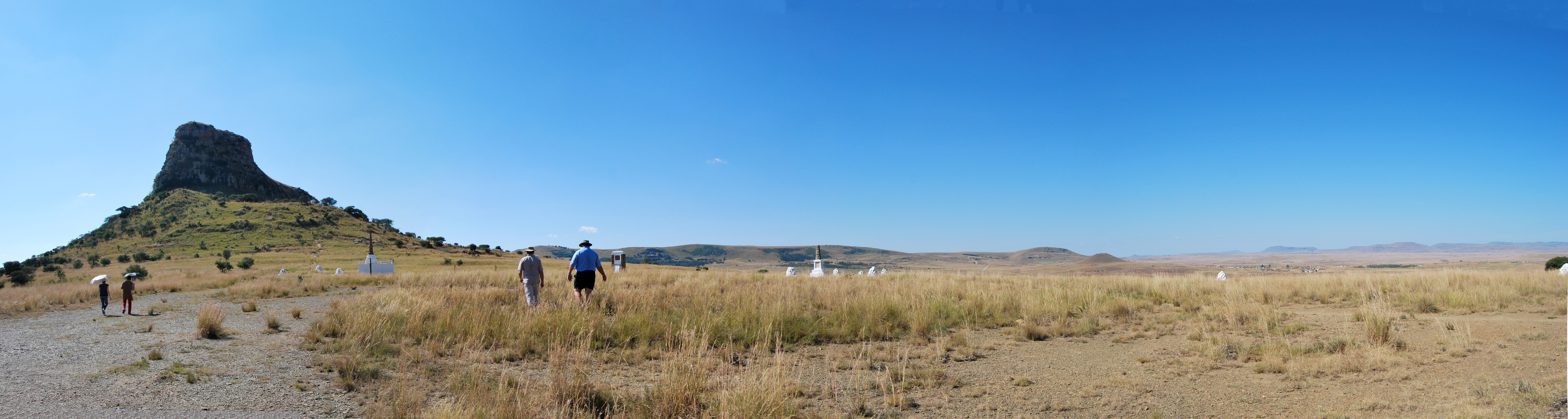
Vue de la colline d'Isandlwana et du champ de bataille.

## Déroulement de la bataille

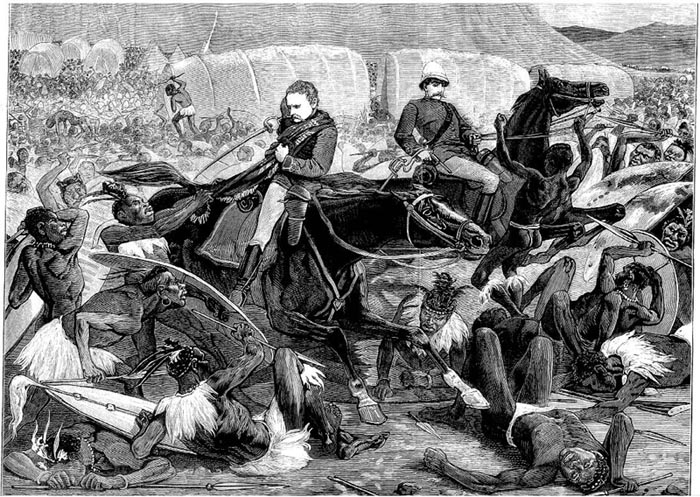
La bataille d'Isandhlwana, illustration parue dans le Graphic.

L'armée zouloue était dirigée par les inDunas (chefs de régiment) Ntshingwayo kaMahole Khoza et Mavumengwana kaNdlela Ntuli. L'inDuna prince Dabulamanzi kaMpande, demi-frère de Cetshwayo, dirigea le régiment Undi après que kaMapitha, le inkhosi régulier, ou commandant, fut blessé.
Alors que Chelmsford patrouillait les environs à sa recherche, l'armée zouloue le contourna en se plaçant derrière les forces britanniques avec l'intention d'attaquer le 23 janvier. L'armée zouloue fut découverte le 22 janvier vers 8 heures du matin par des éclaireurs du lieutenant Charles Raw à la poursuite de petits groupes de Zoulous dans une vallée, découvrant d'un coup les 20 000 hommes tranquillement stationnés en silence. Une fois découverts, les Zoulous se préparèrent à l'attaque. Les hommes de Raw se livrèrent à une retraite défensive vers leur camp contre l'armée qui les chargeait, et un messager fut envoyé pour avertir Pulleine. Pulleine observait des Zoulous sur les collines sur la gauche du front, et envoya une missive à Chelmsford, qui fut reçue par le général entre 8 heures et 10 heures du matin.

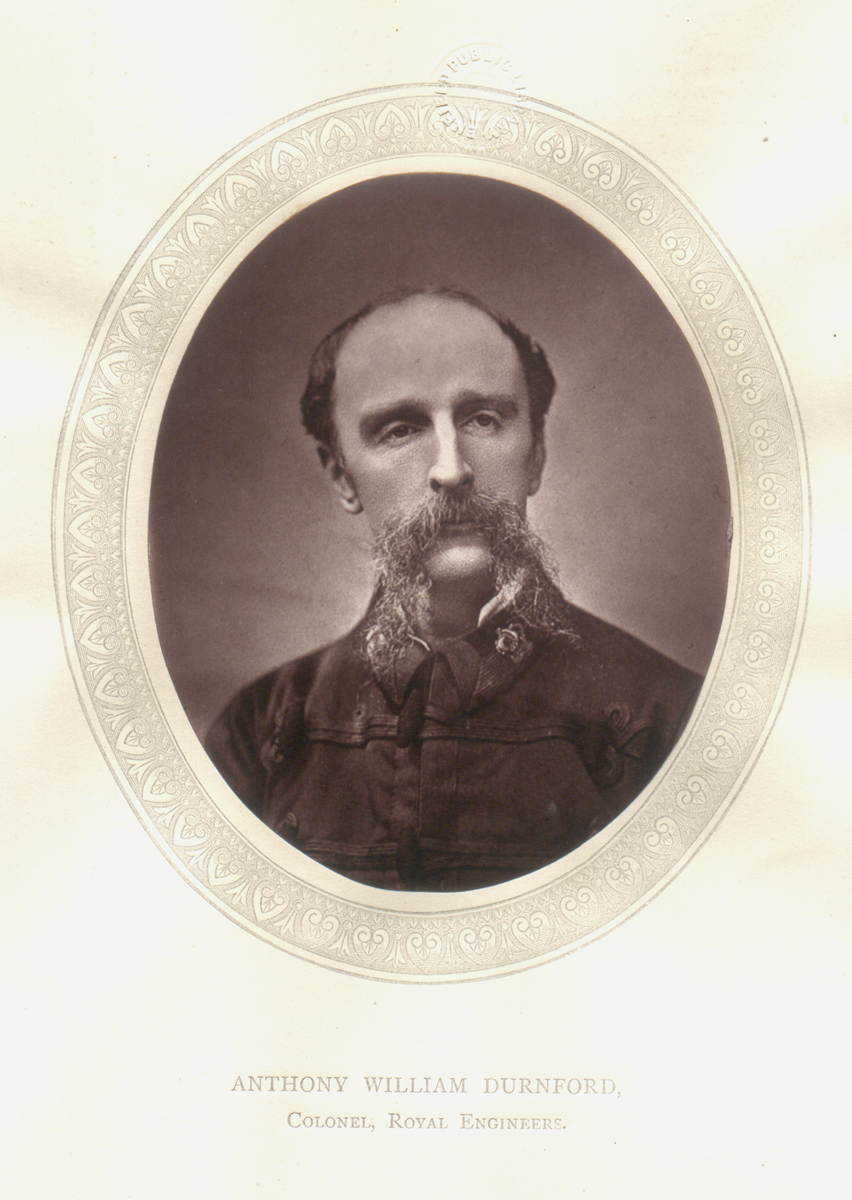
Anthony Durnford vers 1870.

L'armée zouloue se mit alors en position d'attaque traditionnelle en forme de tête de buffle, dans le but d'encercler les britanniques. De la vision qu'en avait Pulleine depuis sa position, seuls la corne droite et le centre de l'attaque semblaient positionnés. Pulleine envoya alors la première, puis l'ensemble des six compagnies du 24e régiment d'infanterie se poster pour former une ligne de tir, avec pour but de parer de front à l'attaque zouloue. Les hommes de Durnford, après confrontation avec l'attaque centrale zouloue, se replièrent vers un donga, une ravine asséchée, sur le flanc britannique droit où ils constituèrent une ligne de défense. La batterie commandée par Durnford, qui n'avait pas été positionnée derrière les troupes en position, fut rapidement isolée et battit en retraite. Les deux bataillons de troupes indigènes se trouvaient dans le dispositif de Durnford ; alors que tous les officiers et les sous-officiers disposaient de fusils, seul un indigène sur 10 disposait d'un mousquet et d'une quantité limitée de munitions,, et nombre d'entre eux quittèrent le champ de bataille dès ce moment.
Pulleine ne fit qu'un changement de dispositif, après environ vingt minutes d'échange de tirs, en rapprochant quelque peu la ligne de tir du camp. Pendant quelques heures jusqu'à midi, le dispositif britannique discipliné infligea des pertes significatives à l'attaque centrale zouloue, qui fut bloquée. Le moral restait haut dans les rangs britanniques. Le fusil Martini-Henry était une arme puissante, et les hommes savaient le manier. De plus, les tirs d'artillerie forcèrent certains régiments zoulous à se protéger derrière une colline. Cependant, la corne gauche de l'armée zouloue progressait pour déborder et encercler le flanc droit britannique,.
Les hommes de Durnford, qui se battaient depuis le plus longtemps, commencèrent à se replier et leur capacité de tir diminua. La retraite de Durnford exposa le flanc britannique droit qui, avec la menace générale de l'encerclement zoulou, incita également Pulleine à replier ses troupes vers le camp. Le retrait des soldats britanniques se fit avec ordre et discipline, et les hommes du 24e revinrent au camp en combattant. La retraite de Durnford cependant exposa le flanc de la compagnie G, 2e/24e, qui fut rapidement emportée.
Au même moment, les munitions commencèrent à manquer aux compagnies du centre, l'intensité du feu occasionnant une consommation de cartouches à un rythme plus élevé que le réapprovisionnement depuis les chariots de munitions, positionnés assez en arrière de la ligne de feu. Le feu faiblissant, les Zoulous qui leur faisaient face et s'étaient plaqués au sol pour s'en protéger bondirent sur leurs pieds et chargèrent en poussant leur cri de guerre. Devant cette vision terrifiante, une compagnie d'infanterie indigène se débanda, créant ainsi une brèche dans la ligne anglaise. Les Zoulous s'y engouffrèrent, prenant à revers les compagnies régulières qui tiraient encore. Surprises (certaines n'eurent même pas le temps de mettre baïonnette au canon), celles-ci furent anéanties en quelques minutes dans de furieux combats au corps à corps.
Une éclipse solaire intervient sur le champ de bataille à 14 heures environ et met un terme au combat. Un officier des forces de Chelmsford, qui observait le combat de très loin, donna ce témoignage du déroulement final de la bataille, vers 15 heures :

« En quelques secondes, nous vîmes distinctement les fusils tirer de nouveau les uns après les autres. Ce qui se reproduisit à plusieurs reprises — une pause, puis un flash — flash ! Le soleil éclairait le camp, puis le camp parut s'assombrir, comme si une ombre l'enveloppait. Les fusils ne tirèrent plus après cela, et les tentes disparurent en quelques minutes. »

— Colenso 1880, p. 292.
À peu près au même moment, dans le témoignage d'un guerrier zoulou :

« Le ciel s'assombrit au milieu de la bataille ; nous pouvions toujours voir le soleil sur nous, ou sinon nous aurions crû avoir combattu jusqu'au soir. Puis nous pénétrâmes dans le camp, envahi par la fumée et les tirs. Après cela, le soleil réapparut. »

— Mitford 1883, p. 95.
Le nom zoulou de la bataille se traduit ainsi par « le jour de la lune morte ».
La présence d'un grand nombre de corps britanniques regroupés suggère que la résistance se prolongea après l'anéantissement des compagnies du centre, avec plusieurs derniers carrés qui semblent avoir été organisés. Divers éléments indiquent que de nombreux corps, de nos jours indiqués par des cairns, furent trouvés en grandes concentrations dans le camp, dont la plus grande était de 150 hommes. Un témoignage zoulou évoque un groupe du 24e formant un « carré » au col d'Isandlwana. La cavalerie, les NMP et les carabiniers, qui ont pu se replier plus aisément avec leurs chevaux, moururent en défendant Durnford dans un « carré », alors que les chevaux furent tués à proximité. Ce qui est certain c'est que le massacre fut total entre la zone du camp et Fugitive's Drift (à mi-chemin avec Rorke's Drift, à 28° 22′ 59″ S, 30° 34′ 59″ E) sur la route de retour au Natal. Le combat se déroula en corps-à-corps et sans pitié pour les soldats britanniques. Les Zoulous avaient reçu instruction de s'attaquer en priorité aux soldats, décrits comme portant des tuniques rouges, ce qui explique que des civils, mais aussi quelques officiers portant des uniformes noirs ou bleu foncé (blue patrol jacket) furent peu visés et s'échappèrent.
Les derniers soldats britanniques se battirent avec les baïonnettes et les crosses de fusils quand les munitions furent épuisées ,. Un témoignage zoulou relate le combat à une seule main du garde de la tente de Chelmsford, un grand Irlandais du 24e qui repoussa les zoulous avec sa baïonnette jusqu'à ce qu'il fut transpercé de sagaies et le drapeau du général capturé. Les Couleurs du 2e bataillon du 24e régiment furent perdues, alors que les Couleurs de la Reine du 1er bataillon furent emportées à cheval hors du champ de bataille par les lieutenants Melvill et Coghill, sur ordre du colonel Pulleine, mais perdues lorsqu’ils passèrent la rivière. Melvill et Coghill reçurent de façon posthume la Victoria Cross en 1907 alors que leur légende se faisait plus épique. Sir Garnet Wolseley, qui remplaça Chelmsford, pensait autrement à l'époque et déclara : « Je n'aime pas l'idée que des officiers s'échappent à cheval alors que leurs hommes à pied se font tuer ».
Des quelque 1 700 hommes de l'armée britannique (réguliers, milices coloniales et auxiliaires indigènes), environ 1 300 furent tués, la plupart des Européens, dont les colonels Pulleine et Durnford. Seuls cinq officiers impériaux survécurent, grâce à leur uniforme sombre. Parmi les morts, le chirurgien Peter Shepherd. Le Natal Native Contingent perdit 140 hommes, 240 hommes sur 249 furent perdus parmi l'amaChunu African auxiliaries. Le dernier à mourir fut sans doute Gabangaye, le chef du amaChunu Natal Native Contingent, à qui il fut offert de mourir par les udibi. Les prisonniers du Natal Native Contingent étaient considérés comme des traitres par les Zoulous et furent exécutés.
Quelque 1 000 fusils Martini-Henry, deux canons, environ 400 000 cartouches, trois drapeaux, la plupart des 2 000 animaux de trait et 130 chariots, du ravitaillement en boites de conserve, des biscuits, de la bière, des vestes et des tentes furent emportés par les Zoulous ou abandonnés sur le terrain. Parmi les survivants, la plupart étaient des auxiliaires indigènes, beaucoup ayant quitté leurs uniformes pour se fondre dans la masse des assaillants. Les Zoulous perdirent environ 1 000 hommes et un nombre inconnu de blessés.

## Conséquences

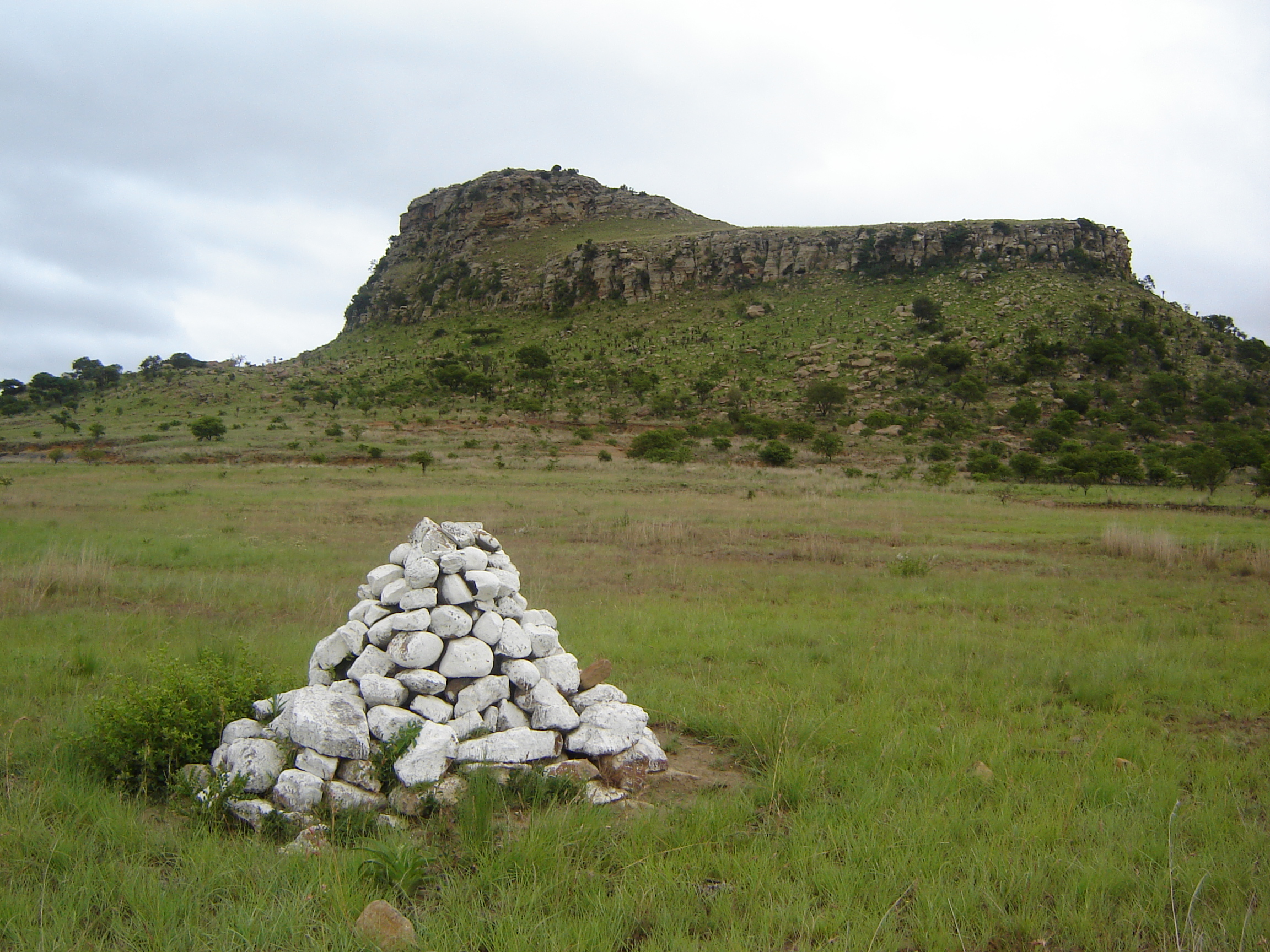
Emplacement d'ossuaires britanniques à Isandlwana.

Isandhlwana fut un succès tactique pour les Zoulous et, dans l'esprit de Cetshwayo, cette victoire devait clore la guerre. L'effet fut inverse : dans le public et l'armée britannique cette défaite humiliante fit naître un désir de revanche, alors que la victoire britannique à la bataille de Rorke's Drift, livrée l'après-midi même par une compagnie du 24e que Lord Chelmsford avait laissée en arrière pour garder un dépôt de vivres et de munitions à quelques kilomètres de là, permettait de sauver quelque peu la face et préserver le sentiment de supériorité. C'est avec des troupes fraîches et plus nombreuses, plus d'artillerie, plus de moyens logistiques, mais surtout un esprit nouveau que Lord Chelmsford repartit à la conquête du Zoulouland. Cette fois les Britanniques prirent toutes les précautions nécessaires, et finirent par écraser définitivement le royaume zoulou à la bataille d'Ulundi le 4 juillet 1879.

## Postérité
La bataille est reconstituée à chaque date anniversaire en hommage aux soldats.

## Ordre de bataille

### Armée britannique
- Cinq compagnies du 1er bataillon du 24th foot Regiment (South Wales Borderers)
- Une compagnie du 2e bataillon du 24th foot Regiment (South Wales Borderers)
- Soixante-dix hommes et deux canons de sept livres de la 3e brigade de la Royal Artillery
- Natal Native Horse (principalement des cavaliers basutos)
- des éléments des Newcastle Mounted Rifles, des Buffalo Border Guards et des Natal Carbineers

### Armée zouloue

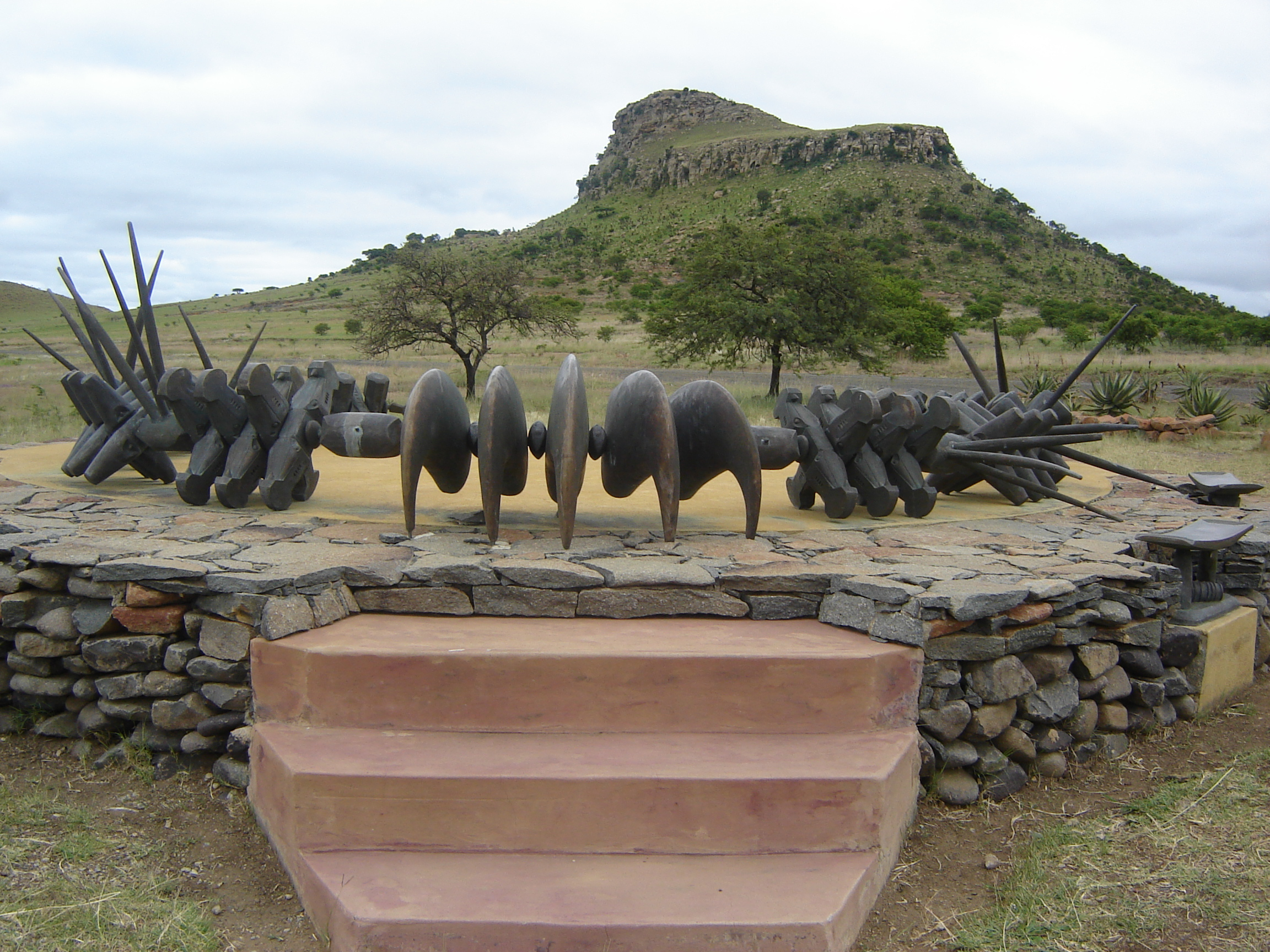
Monument dédié à l'impi zoulou.

La répartition citée ci-dessous est en contradiction avec celle mentionnée en §38,.
- Corne gauche (6 000 hommes environ)
  - Régiment uVe
  - Régiment iNgobamakhosi : régiment « dompteurs de rois »

- Poitrine (8 000 hommes environ)
  - Régiment uNokhenke : régiment « Trotteurs »
  - Régiment uKhandempemvu ou uMcijo : régiment de vétérans « Ceux à la coiffe blanche »

- Corne droite (4 000 hommes environ)
  - Régiment udududu : régiment « Roulement de tonnerre »
  - Régiment iMbube : régiment "Lion"
  - Régiment iSangqu : régiment de vétérans « Immuables »

- Réserve (3 000 hommes)
  - Régiment iNdluyengwe : régiment de novices « Fils du léopard »
  - Régiment uThulwana : Régiment « Couverts de poussière »
  - Régiment uDloko : Régiment « Sauvages »
  - Régiment iNdlondlo régiment « Vipères »

## Héritage

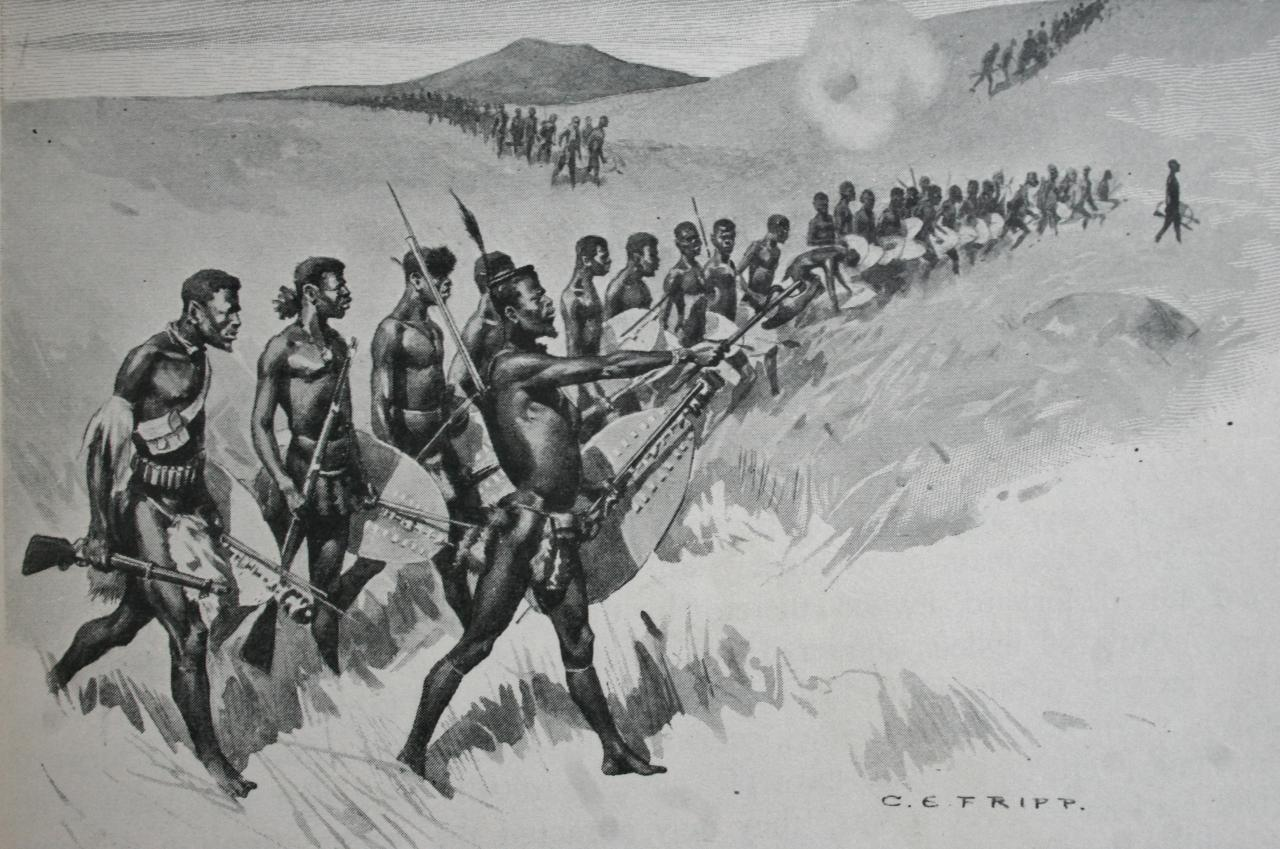
Régiment zoulou progressant vers l'ennemi à Isandhlwana (Charles Edwin Fripp)

### Cinéma
- L'Ultime Attaque (Zulu Dawn) de Douglas Hickox, film de guerre britannique sorti en 1979 au cinéma.
- Le film « Zoulou » de Cy Endfield, sorti en 1964, qui montre la bataille de Rorke's Drift, se situe à l'issue de la bataille d'Isandhlwana. Des rescapés de celle-ci annoncent la nouvelle aux quelques troupes stationnées dans la position de Rorke's Drift.

### Chanson
- La chanson « Impi », de Johnny Clegg raconte cet événement.

### Bande dessinée
- Zoulouland de Georges Ramaïoli

### Documentaires télévisés
- Début du 4e épisode : Tel est pris qui croyait prendre, de la série : Les grandes erreurs militaires, sur Planète+.